# Būlālū
Būlālū (persiska: بولالو) är en ort i Iran.   Den ligger i provinsen Östazarbaijan, i den nordvästra delen av landet, 500 km väster om huvudstaden Teheran. Būlālū ligger 1 336 meter över havet och antalet invånare är 406.
Terrängen runt Būlālū är kuperad åt nordost, men åt sydväst är den platt. Runt Būlālū är det ganska tätbefolkat, med 155 invånare per kvadratkilometer. Närmaste större samhälle är ‘Ajab Shīr, 3,3 km sydväst om Būlālū. Trakten runt Būlālū består till största delen av jordbruksmark.